# Jadarit
Jadarit (IMA-Symbol Jad) ist ein sehr selten vorkommendes Mineral aus der Mineralklasse der „Silikate und Germanate“ mit der chemischen Zusammensetzung NaLi[B3SiO7(OH)] und damit ein Natrium-Lithium-Bor-Silikat-Hydroxid.
Jadarit kristallisiert im monoklinen Kristallsystem, konnte bisher allerdings nur in Form von Aggregaten gefunden werden. Diese liegen als weiße Einsprenglinge mit xenomorph bis subidiomorph entwickelten Jadarit-Kristallen von etwa 5 bis 10 µm Größe vor.

## Etymologie und Geschichte
Die Anerkennung als eigenständiges Mineral durch die International Mineralogical Association (IMA) erfolgte im November 2006 unter der vorläufigen Bezeichnung „IMA 2006-036“.
Die Publikation der Ergebnisse des Forscherteams, bestehend aus Christopher J. Stanley, Gary C. Jones, Michael S. Rumsey, Christopher Blake, Andrew C. Roberts, John A. R. Stirling, Graham J. C. Carpenter, Pamela S. Whitfield, Joel D. Grice und Yvon Le Page, und des offiziellen Namens Jadarit erschien neun Monate später im August 2007 in den Acta Crystallographica Section B. Structural Science.
Auch wenn Jadarit schließlich nach seiner Typlokalität, dem Jadar-Tal in Serbien, benannt wurde, gestaltete sich die Suche nach einer passenden Benennung kurios: Chris Stanley, der mit der Klassifikation und Namenssuche für das neuentdeckte Mineral „sodium lithium boron silicate hydroxide“ (übersetzt: Natrium-Lithium-Bor-Silikat-Hydroxid) betraut worden war, war erstaunt, im Internet auf eine ältere Meldung zu einem Mineral mit fast derselben Zusammensetzung unter der Bezeichnung Kryptonit zu stoßen, das aber aus den Superman-Geschichten im DC-Universum stammt und sich somit als fiktiv herausstellte. Gegenüber der BBC äußerte Stanley:

“Towards the end of my research I searched the web using the mineral’s chemical formula – sodium lithium boron silicate hydroxide – and was amazed to discover that same scientific name, written on a case of rock containing kryptonite stolen by Lex Luthor from a museum in the film Superman Returns.”

„Gegen Ende meiner Recherchen durchsuchte ich das Internet nach der chemischen Formel des Minerals – Natrium-Lithium-Borsilikat-Hydroxid – und war erstaunt, denselben wissenschaftlichen Namen zu entdecken, geschrieben auf einer Kiste mit Gestein, das Kryptonit enthält und von Lex Luthor aus einem Museum im Film Superman Returns gestohlen wurde.“

Im Gegensatz zum fiktiven „Kryptonit“ enthält real-existierender Jadarit weder Fluor noch Spuren eines gleichfalls fiktiven Elements „Kryptonium“ mit der vorgeblichen Ordnungszahl 126 (das wäre das bisher noch nicht nachgewiesene chemische Element Unbihexium; zum Vergleich: Das bisher schwerste bekannte Element ist Oganesson mit der realen Ordnungszahl 118). Jadarit enthält auch keine Spuren des tatsächlich existierenden Edelgases Krypton. Nach den Regeln der internationalen Nomenklatur für Minerale durfte es daher nicht „Kryptonit“ genannt werden.

## Klassifikation
Da der Jadarit erst 2006 als eigenständiges Mineral anerkannt wurde, ist er in der seit 1977 veralteten 8. Auflage der Mineralsystematik nach Strunz noch nicht verzeichnet.
Im zuletzt 2018 aktualisierten „Lapis-Mineralienverzeichnis“, das sich aus Rücksicht auf private Sammler und institutionelle Sammlungen noch nach dieser klassischen Systematik von Karl Hugo Strunz richtet, erhielt Jadarit die System- und Mineral-Nr. VIII/H.23-105. In der „Lapis-Systematik“ entspricht dies der Abteilung „Schichtsilikate“, wo das Mineral zusammen mit Baileychlor, Borocookeit, Chamosit, Cookeit, Donbassit, Franklinfurnaceit, Gonyerit, Klinochlor, Manandonit, Nimit, Pennantit und Sudoit die „Chloritgruppe“ mit der System-Nr. VIII/H.23 bildet.
Die von der International Mineralogical Association (IMA) zuletzt 2009 aktualisierte 9. Auflage der Strunz’schen Mineralsystematik ordnet den Jadarit dagegen in die Abteilung der „Inselsilikate (Nesosilikate)“ ein. Diese ist zudem weiter unterteilt nach der möglichen Anwesenheit zusätzlicher Anionen und der Koordination der beteiligten Kationen, so dass das Mineral entsprechend seiner Zusammensetzung in der Unterabteilung „Inselsilikate mit BO3-Dreiecken und/oder B[4], Be[4]-Tetraedern, eckenteilend mit SiO4“ zu finden ist, wo es als einziges Mitglied die unbenannte Gruppe 9.AJ.40 bildet.
Die vorwiegend im englischen Sprachraum gebräuchliche Systematik der Minerale nach Dana ordnet den Jadarit ebenfalls in die Abteilung der Inselsilikate, dort allerdings in die Unterabteilung der „Inselsilikate: Borosilikate und einige Beryllosilikate mit B in [4]-Koordination“, wo er zusammen mit Garrelsit und Okanoganit-(Y) die Gruppe „Howlith und verwandte Minerale“ mit der System-Nr. 54.02.04 bildet.

## Kristallstruktur
Jadarit kristallisiert monoklin in der Raumgruppe P21/c (Raumgruppen-Nr. 14) mit den Gitterparametern a = 6,7620 Å; b = 13,8016 Å; c = 7,6878 Å und β = 124,089° sowie vier Formeleinheiten pro Elementarzelle.

## Eigenschaften
Jadarit ist löslich in kalten verdünnten Säuren, unlöslich aber in Wasser. Unter kurz- und langwelligem UV-Licht zeigt das Mineral rosa bis orange Fluoreszenz.

## Bildung und Fundorte
Entdeckt wurde Jadarit in den Bohrkernen bei Forschungen im Jadar-Becken, nahe Loznica. Dieses besteht aus Schichten von Ölschiefer, Dolomiten und pyroklastischen Ablagerungen des Neogens (frühes bis mittleres Miozän).
Außer seiner Typlokalität sind bisher keine weiteren Fundorte bekannt (Stand: 2019).
Pläne der Rio Tinto Group, Jadarit abzubauen, wurden Anfang 2022 von den serbischen Behörden nach Umweltschutz-Protesten vorübergehend gestoppt und 2024 gerichtlich wieder erlaubt.